# Salim Ben Boina
Salim Ben Boina (Marsiglia, 19 luglio 1991) è un calciatore francese naturalizzato comoriano, portiere dell'Épinal e della nazionale comoriana.

## Carriera

### Nazionale
Ha esordito in nazionale nel 2015; è stato convocato per la Coppa delle nazioni africane 2021.

## Statistiche

### Cronologia presenze e reti in nazionale
| Cronologia completa delle presenze e delle reti in nazionale ― Comore | Cronologia completa delle presenze e delle reti in nazionale ― Comore | Cronologia completa delle presenze e delle reti in nazionale ― Comore | Cronologia completa delle presenze e delle reti in nazionale ― Comore | Cronologia completa delle presenze e delle reti in nazionale ― Comore | Cronologia completa delle presenze e delle reti in nazionale ― Comore | Cronologia completa delle presenze e delle reti in nazionale ― Comore | Cronologia completa delle presenze e delle reti in nazionale ― Comore |
| Data                                                                  | Città                                                                 | In casa                                                               | Risultato                                                             | Ospiti                                                                | Competizione                                                          | Reti                                                                  | Note                                                                  |
| --------------------------------------------------------------------- | --------------------------------------------------------------------- | --------------------------------------------------------------------- | --------------------------------------------------------------------- | --------------------------------------------------------------------- | --------------------------------------------------------------------- | --------------------------------------------------------------------- | --------------------------------------------------------------------- |
| 13-6-2015                                                             | Ouagadougou                                                           | Burkina Faso                                                          | 2 – 0                                                                 | Comore                                                                | Qual. Coppa d'Africa 2017                                             | -2                                                                    |                                                                       |
| 5-9-2015                                                              | Moroni                                                                | Comore                                                                | 0 – 1                                                                 | Uganda                                                                | Qual. Coppa d'Africa 2017                                             | -1                                                                    | 24’                                                                   |
| 7-10-2015                                                             | Moroni                                                                | Comore                                                                | 0 – 0                                                                 | Lesotho                                                               | Qual. Mondiali 2018                                                   | -                                                                     |                                                                       |
| 13-10-2015                                                            | Maseru                                                                | Lesotho                                                               | 1 – 1                                                                 | Comore                                                                | Qual. Mondiali 2018                                                   | -1                                                                    | 80’                                                                   |
| 13-11-2015                                                            | Moroni                                                                | Comore                                                                | 0 – 0                                                                 | Ghana                                                                 | Qual. Mondiali 2018                                                   | -                                                                     |                                                                       |
| 17-11-2015                                                            | Kumasi                                                                | Ghana                                                                 | 2 – 0                                                                 | Comore                                                                | Qual. Mondiali 2018                                                   | -2                                                                    |                                                                       |
| 4-6-2017                                                              | Marsiglia                                                             | Togo                                                                  | 2 – 0                                                                 | Comore                                                                | Amichevole                                                            | -2                                                                    |                                                                       |
| 24-3-2018                                                             | Marrakech                                                             | Kenya                                                                 | 2 – 2                                                                 | Comore                                                                | Amichevole                                                            | -1                                                                    | 46’                                                                   |
| 27-5-2018                                                             | Polokwane                                                             | Comore                                                                | 1 – 1                                                                 | Seychelles                                                            | COSAFA Cup 2018 - 1º turno                                            | -1                                                                    | 90+4’                                                                 |
| 17-11-2018                                                            | Moroni                                                                | Comore                                                                | 2 – 1                                                                 | Malawi                                                                | Qual. Coppa d'Africa 2019                                             | -1                                                                    | 90+1’                                                                 |
| 7-6-2019                                                              | Boulogne-sur-Mer                                                      | Costa d'Avorio                                                        | 3 – 1                                                                 | Comore                                                                | Amichevole                                                            | -2                                                                    | 46’                                                                   |
| 15-11-2020                                                            | Moroni                                                                | Comore                                                                | 2 – 1                                                                 | Kenya                                                                 | Qual. Coppa d'Africa 2021                                             | -1                                                                    |                                                                       |
| 1-9-2021                                                              | Moroni                                                                | Comore                                                                | 7 – 1                                                                 | Seychelles                                                            | Amichevole                                                            | -1                                                                    |                                                                       |
| 7-9-2021                                                              | Moroni                                                                | Comore                                                                | 1 – 0                                                                 | Burundi                                                               | Amichevole                                                            | -                                                                     |                                                                       |
| 13-11-2021                                                            | Freetown                                                              | Sierra Leone                                                          | 0 – 2                                                                 | Comore                                                                | Amichevole                                                            | -                                                                     | 46’                                                                   |
| 31-12-2021                                                            | Gedda                                                                 | Malawi                                                                | 2 – 1                                                                 | Comore                                                                | Amichevole                                                            | -                                                                     | 46’                                                                   |
| 14-1-2022                                                             | Yaoundé                                                               | Marocco                                                               | 2 – 0                                                                 | Comore                                                                | Coppa d'Africa 2021 - 1º turno                                        | -2                                                                    |                                                                       |
| 18-1-2022                                                             | Garoua                                                                | Ghana                                                                 | 2 – 3                                                                 | Comore                                                                | Coppa d'Africa 2021 - 1º turno                                        | -                                                                     | 26’                                                                   |
| 24-3-2023                                                             | Bouaké                                                                | Costa d'Avorio                                                        | 3 – 1                                                                 | Comore                                                                | Qual. Coppa d'Africa 2023                                             | -3                                                                    |                                                                       |
| 9-9-2023                                                              | Iconi                                                                 | Comore                                                                | 1 – 1                                                                 | Zambia                                                                | Qual. Coppa d'Africa 2023                                             | -1                                                                    |                                                                       |
| 17-11-2023                                                            | Iconi                                                                 | Comore                                                                | 4 – 2                                                                 | Rep. Centrafricana                                                    | Qual. Mondiali 2026                                                   | -2                                                                    |                                                                       |
| 21-11-2023                                                            | Iconi                                                                 | Comore                                                                | 1 – 0                                                                 | Ghana                                                                 | Qual. Mondiali 2026                                                   | -                                                                     |                                                                       |
| 22-3-2024                                                             | Marrakech                                                             | Comore                                                                | 4 – 0                                                                 | Uganda                                                                | Amichevole                                                            | -                                                                     |                                                                       |
| 7-6-2024                                                              | Soweto                                                                | Madagascar                                                            | 2 – 1                                                                 | Comore                                                                | Qual. Mondiali 2026                                                   | -2                                                                    |                                                                       |
| 18-11-2024                                                            | Al Hoceima                                                            | Comore                                                                | 1 – 0                                                                 | Madagascar                                                            | Qual. Coppa d'Africa 2025                                             | -                                                                     |                                                                       |
| 25-3-2025                                                             | Berkane                                                               | Comore                                                                | 1 – 0                                                                 | Ciad                                                                  | Qual. Mondiali 2026                                                   | -                                                                     |                                                                       |
| Totale                                                                |                                                                       | Presenze                                                              | 26                                                                    |                                                                       | Reti                                                                  | -25                                                                   |                                                                       |